# Michèle Rollin
Pour les articles homonymes, voir Rollin.
Michèle Rollin, née le 28 février 1957 à Paris, est une réalisatrice française.

## Biographie
Michèle Violette Rollin naît en 1957 dans le 10e arrondissement de Paris d'une mère institutrice puis directrice d'école et d'un père compositeur et professeur au Conservatoire national de musique. En 1936, ce dernier est délégué syndical de la Confédération générale du travail et est membre du Comité de vigilance des intellectuels antifascistes. 

### Carrière
Elle étudie au lycée Henri-Bergson, où elle passe son baccalauréat littéraire en 1973, puis intègre une préparation au concours de l'École normale supérieure de jeunes filles jusqu'en 1975.
Formée par Michel Zimbacca, Michèle Rollin a été monteuse notamment avec Hubert Knapp, André Voisin, Michel Huillard, Bernard Soulié, Dominique Rabourdin, Michel Vuillermet, Alain Dister, Alain Weiss, Marcel Boudou et Petra Weisenburger.
Plus tard, elle réalise des courts métrages. Depuis 1994, elle se consacre entièrement à la réalisation de documentaires. Membre fondateur d'Ondes sans frontières (OSF) (mai 1998), chaîne associative d'accès public.

### Engagement politique
Michèle Rollin écrit dans Le Monde libertaire de 1991 à 1994.

## Filmographie

### Documentaires

#### Chroniques libertaires
- Un siècle d’engagement à travers le journal Le Libertaire : Les Productions de la Lanterne, Images plus d’Épinal, Rosny Câble, 2003/2006, 3 parties
- 107 ans de réflexion : De l’affaire Dreyfus à la Première Guerre mondiale, 59 minutes
- L’organisation des révoltés : De 1917 à la guerre d’Algérie, 1 heure 20
- Le ferment du levain : Aujourd’hui, l’engagement, 59 minutes

#### Radio libertaire, plus belle et plus rebelle
- Radio libertaire à 25 ans : de la fondation à aujourd'hui : DVD, production Radio Libertaire, 2 parties

#### Des femmes de bonne volonté
- Des femmes inconnues, de gauche, pacifistes et antifascistes portent des regards croisés sur leur propre engagement entre les deux guerres en France, en Belgique, en Allemagne, en Espagne… : Morgane production Images plus d’Épinal, Planète 1998/2000, 2 parties
- Quand les souvenirs d’enfance se confondent avec la Première Guerre mondiale… : De 1914 aux années 1920, 56 minutes
- L’âge adulte, le temps des luttes et des désillusions : Les années trente, la montée des périls…, 1 heure 15

#### Chroniques berlinoises
- De 1919 à nos jours… : Io production, C9, Chaîne Histoire, 1998 Les productions de la Lanterne, Images + d’Epinal, 1997 et 2002 documentaires
- Film pour un son imaginaire : Évocation de l’histoire de Berlin à travers le souvenir des sons qu’on y a entendu de 1919 à nos jours…, 59 minutes
- Cités pour une ville imaginaire, Berlin : À travers les 3 premiers grands ensembles sociaux qui ont vu le jour à Berlin, réflexion sur l’architecture ouvrière rationnelle des années 1920 et les utopies qu’elle véhicule,  59 minutes

#### Chroniques de la diffusion alternative
- De la diffusion dans les cafés aux médias libres : Io production, C9, Chollet 1997, La Lanterne Images + d’Epinal, 2001
- Café cinéma : La nouvelle diffusion racontée par ses publics, 59 minutes
- Rendez-vous à Matignon : les squats d’artistes à travers le groupe Matignon et une télévision associative : OSF : performances, visuels techno, théâtre, vernissages, 59 minutes
- Quelques instants de la vie d’Emmanuel Pahud : Portrait d’Emmanuel Pahud, flûte solo à la philharmonique de Berlin, Morgane production /Mezzo, 1999, 26 minutes
- La rue nous appartient : les libertaires et l’immigration, Idéa production, 1994, 30 minutes
- Double peine : reportage, Idéa production, 1994, 8 minutes

#### Le Maitron
- Maitron, Mémoire de l’histoire ouvrière (Hibou production), 2021

### Courts métrages de fiction
- Histoire de N. : essai poétique autour de  Gérard de Nerval, 35 mm, Z.Z productions, 1989, FR3 BFC / CNC, 15 minutes
- Le moulin de l’avent : essai poétique autour de Restif de la Bretonne et Gérard de Nerval, Fiction, 35 mm, Z.Z productions 1988, FR3 BFC/ CNC
- Les aventures de Monsieur L. : librement inspiré par Lichtenberg  : Potence avec paratonnerre, fiction, 45 minutes, 16 mm, GREC, 1987
- Odile : 15 minutes, 16 mm, Commo-Ferry films, 1986